# Machesney Park
Machesney Park és una població dels Estats Units a l'estat d'Illinois. Segons el cens del 2000 tenia 20.759 habitants.

## Demografia
Segons el cens del 2000, Machesney Park tenia 20.759 habitants, 7.756 habitatges, i 5.879 famílies. La densitat de població era de 667,4 habitants/km².
Dels 7.756 habitatges en un 35,9% hi vivien nens de menys de 18 anys, en un 61,2% hi vivien parelles casades, en un 9,7% dones solteres, i en un 24,2% no eren unitats familiars. En el 19,2% dels habitatges hi vivien persones soles el 6,6% de les quals corresponia a persones de 65 anys o més que vivien soles. El nombre mitjà de persones vivint en cada habitatge era de 2,68 i el nombre mitjà de persones que vivien en cada família era de 3,04.
Per edats la població es repartia de la següent manera: un 26,5% tenia menys de 18 anys, un 8,1% entre 18 i 24, un 31,7% entre 25 i 44, un 24,4% de 45 a 60 i un 9,3% 65 anys o més.
L'edat mediana era de 36 anys. Per cada 100 dones de 18 o més anys hi havia 97 homes.
La renda mediana per habitatge era de 48.315 $ i la renda mediana per família de 53.788 $. Els homes tenien una renda mediana de 38.619 $ mentre que les dones 23.279 $. La renda per capita de la població era de 19.685 $. Aproximadament el 3,2% de les famílies i el 5,3% de la població estaven per davall del llindar de pobresa.

## Poblacions més properes
El següent diagrama mostra les poblacions més properes.